# Museum Frédéric Chopin
Het Museum Frédéric Chopin (Pools: Muzeum Fryderyka Chopina w Warszawie) is een museum in de Poolse hoofdstad Warschau, gewijd aan de componist Frédéric Chopin (1810-1849). 
Het museum is sinds 1955 gevestigd in het Ostrogskipaleis. In dit door Tielman van Gameren ontworpen 17e-eeuwse stadspaleis in het stadsdeel Powiśle zetelen ook de Chopinvereniging en het Chopininstituut. Het instituut beheert ook de Salon Chopin in het Czapskipaleis in Warschau en het geboortehuis van Chopin in Żelazowa Wola.

## Collectie
Het museum beslaat vijf verdiepingen, genummerd -2 tot en met +2. Op de onderste verdieping worden wisselende exposities getoond. Er is een verdieping gericht op jongeren en een gewijd aan Chopins Parijse periode. Verder is er een zaal gewijd aan de vrouwen die een rol in zijn leven speelden en is er sinds 2010 een multimediale afdeling. Eens per week is er een pianorecital door studenten van de Frédéric Chopinuniversiteit voor Muziek.
De collectie werd sinds 1934 verzameld door een initiatiefgroep onder leiding van Karol Szymanowski, Józef Beck en August Zaleski. De basis werd gelegd doordat dertien belangrijke handschriften werden gekocht van Ludwika Ciechomska, de kleindochter van Chopins zuster Ludwika Jędrzejewicz, en Bogusław Kraszewski. De collectie bestaat uit rond 7000 objecten, waaronder handschriften, brieven, foto's, juwelen en grafieken. Onder de stukken bevinden zich een afgietsel van Chopins linkerhand, zijn dodenmasker en verschillende piano's. Een deel van de nalatenschap van Chopin werd in 1999 op de Werelderfgoedlijst van UNESCO geplaatst. Enkele stukken daarvan zijn in het museum te zien. 

## Galerij

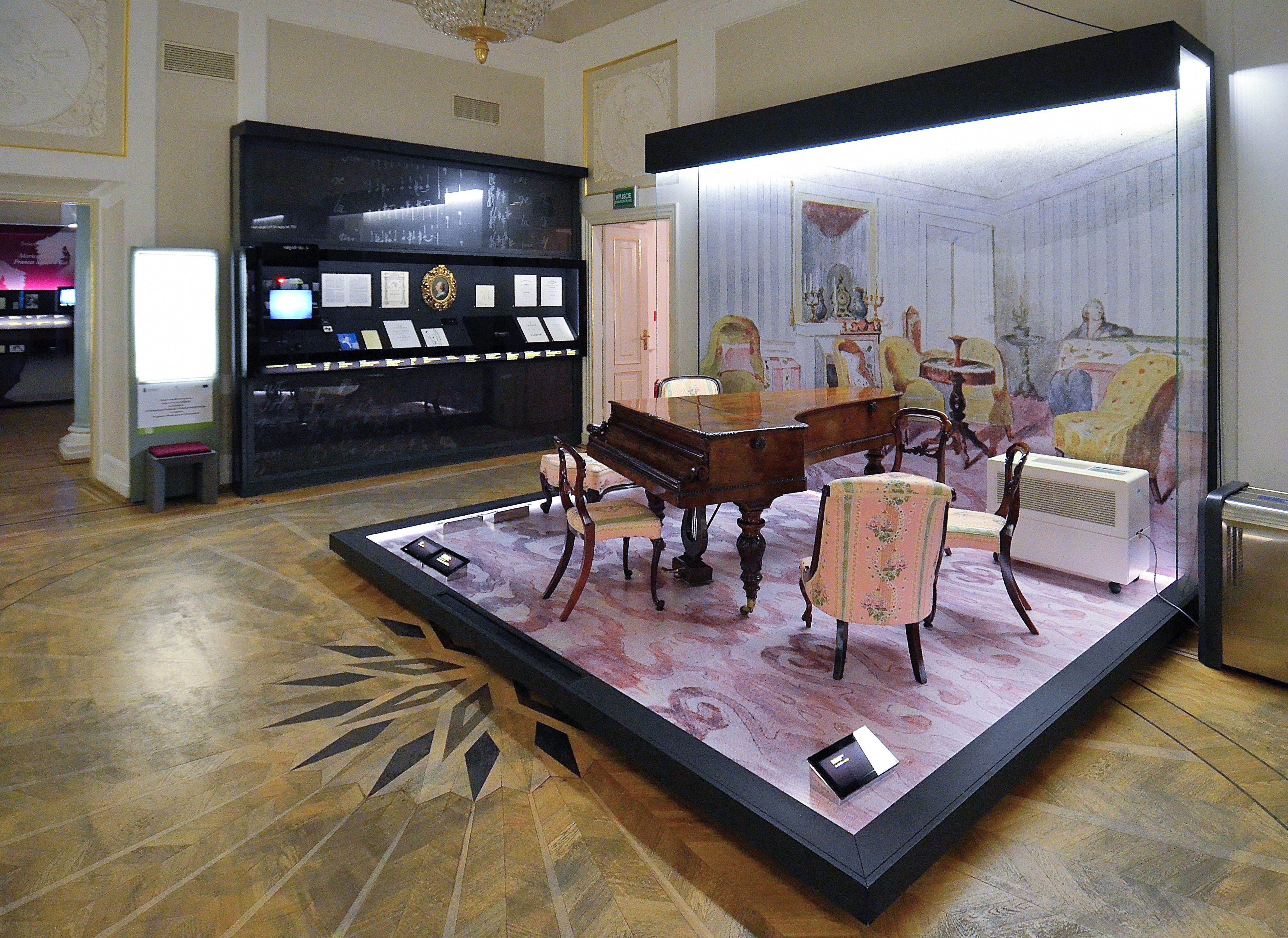
Chopins laatste Pleyel-piano
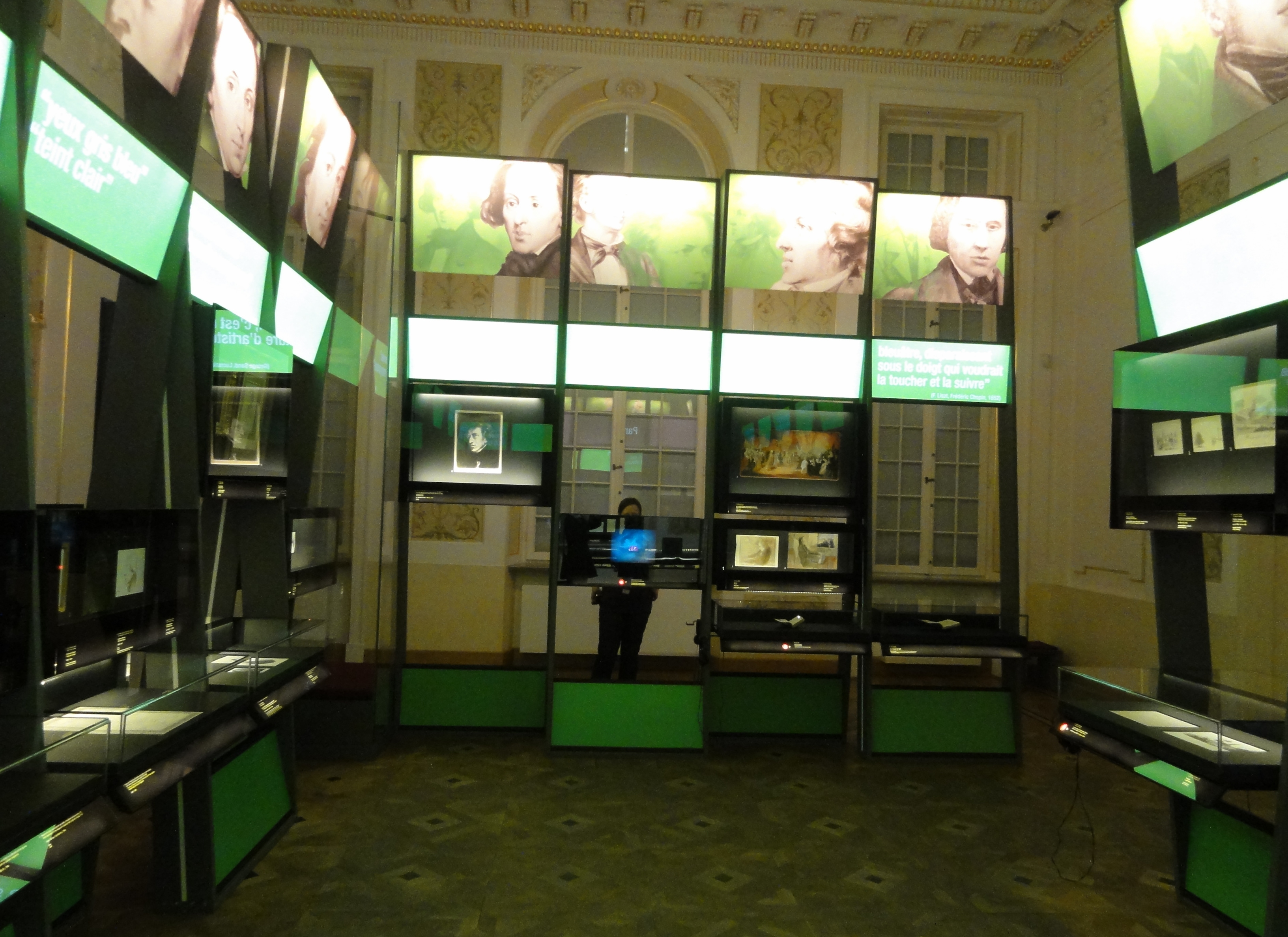
Multimediale afdeling
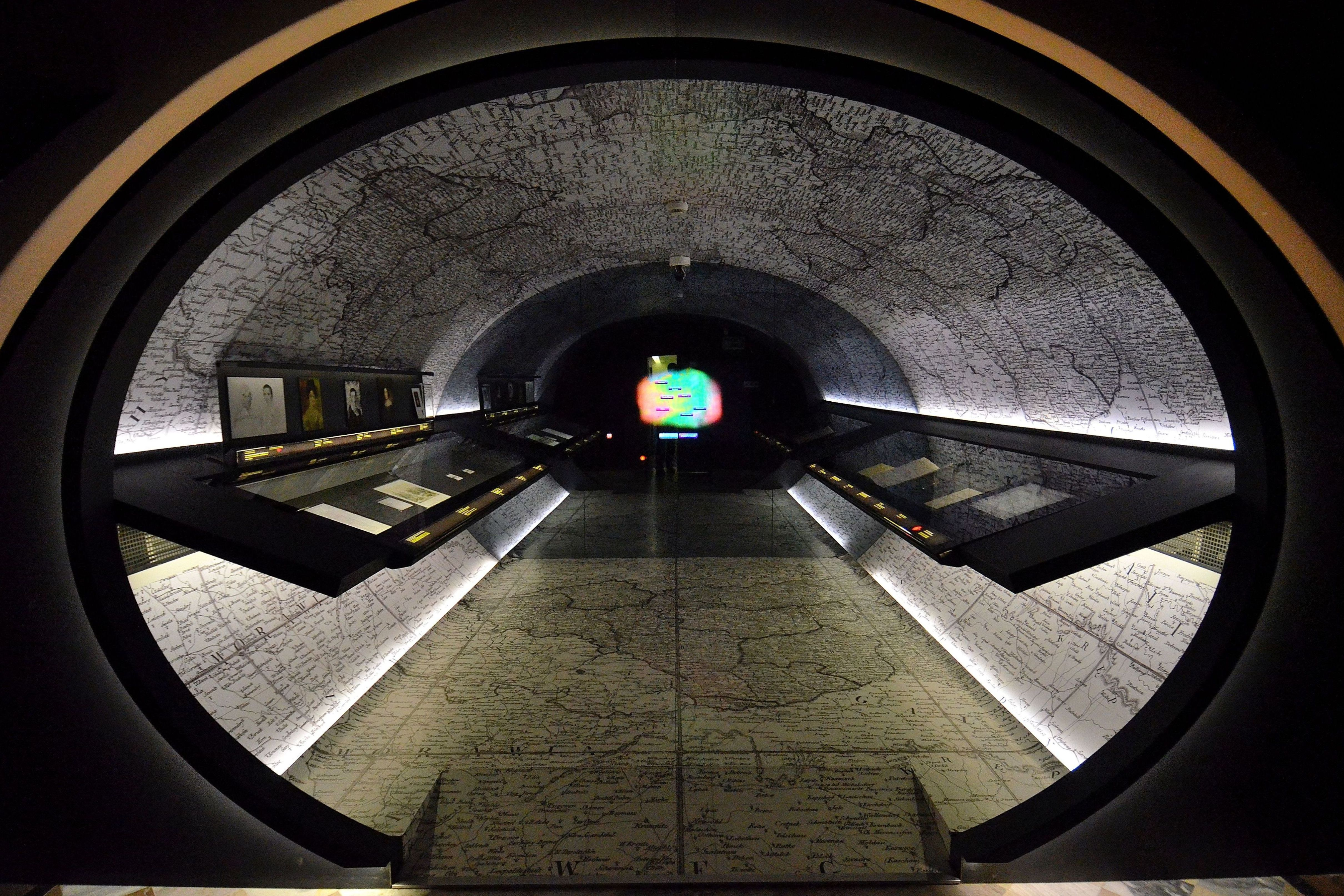
Jongerenafdeling